# Cladiella scabra
Cladiella scabra är en korallart som beskrevs av Tixier-Durivault 1970. Cladiella scabra ingår i släktet Cladiella och familjen läderkoraller. Inga underarter finns listade i Catalogue of Life.